# الهيئة الوطنية لمكافحة الفساد (تونس)
الهيئة الوطنية لمكافحة الفساد  هي هيئة تم إحداثها في 24 نوفمبر 2011 وذلك خلفا للجنة تقصي الحقائق عن الفساد والرشوة التي أنشئت مباشرة بعد الثورة التونسية في 2011. تهتم الهيئة بمكافحة الفساد والرشوة.

الرئيس الحالي للهيئة هو عماد بوخريص منذ 2020، وذلك خلفا لشوقي طبيب.

## التاريخ
أنشأت الهيئة تحت اسم اللجنة الوطنية لتقصي الحقائق حول الرشوة والفساد أيام بعد الثورة التونسية في 18 فبراير 2011 بموجب المرسوم عدد 7 لسنة 2011 مؤرخ في 18 فيفري 2011، وتهتم الهيئة بالتحقيق وجمع المعلومات عن الفساد والرشوة في عهد الرئيس المخلوع زين العابدين بن علي وكل ما يمسه الفساد في جميع أجهزة الدولة مثل المجال العقاري والأراضي الفلاحية وأملاك الهياكل العمومية والصفقات العمومية والمشاريع الكبرى ومجالات الخوصصة والاتصالات والقطاع السمعي البصري  والقطاع المالي والبنكي والرخص الادارية والديوانة والجباية والإدارة والانتدابات والبحث العلمي والتوجيه الجامعي والقضاء والمحاماة. 

قدمت الهيئة في 11 نوفمبر 2011 تقريرها النهائي في أكثر من 500 صفحة موثقا بكل التجاوزات وقدمت الهيئة أكثر من 000 11 قضية فساد لمختلف المحاكم. 

أنهت الهيئة أعمالها في 24 نوفمبر 2011 بعد إنشاء هيئة دائمة مهمتها مكافحة الفساد تحت اسم الهيئة الوطنية لمكافحة الفساد.

## المهام
المهمة الكبرى لهذه اللجنة هي ملفات الشكاوى والفساد من جميع الجهات، وكانت على مراحل:
- استقبال الشكاوى عبر البريد أو مباشرة في المقر الرسمي.
- تصنيف الشكوى والأدلة أو الوثائق التي ترافقها بشرط أن تبقى الوثيقة الرسمية مع مقدمها.
- تحويل الشكوى للإدارة التقنية وبدأ التثبت فيها.
- بعد دراسة الملف يتم إرساله لأحد اللجان الفرعية ويشرف عليها عضو ويوثقها ويرسلها لأحد المحاكم.

## اللجان الفرعية
- اللجنة الفرعية للمالية والسوق العمومية والضرائب.
- اللجنة الفرعية للقضايا الضريبية والجمركية.
- اللجنة الفرعية للخصخصة والشركات العامة.
- اللجنة الفرعية للأراضي وأراضي الدولة.
- اللجنة الفرعية المسؤولة عن التعامل مع الشكاوى عن حالات الفساد والاختلاس المذكورة من قبل المواطنين.

## الرؤساء
| الصورة | الرئيس         | تاريخ تولي المهام | تاريخ انتهاء المهام |             |
| ------ | -------------- | ----------------- | ------------------- | ----------- |
|        | عبد الفتاح عمر | 18 فبراير 2011    | 2 يناير 2012        |             |
|        | سمير العنابي   | 27 مارس 2012      | 6 يناير 2016        | [ 6 ]       |
|        | شوقي طبيب      | 6 يناير 2016      | 24 أوت 2020         | [ 7 ]       |
|        | عماد بوخريص    | 24 أوت 2020       | الآن                | [ 8 ] [ 9 ] |

## مقالات ذات صلة
- الثورة التونسية
- الانتقال الديمقراطي في تونس
- هيئة الحقيقة والكرامة
- لجنة تقصي الحقائق عن الفساد والرشوة
- الفساد في تونس

## روابط خارجية
- الموقع الرسمي.